# イギリス自由軍団

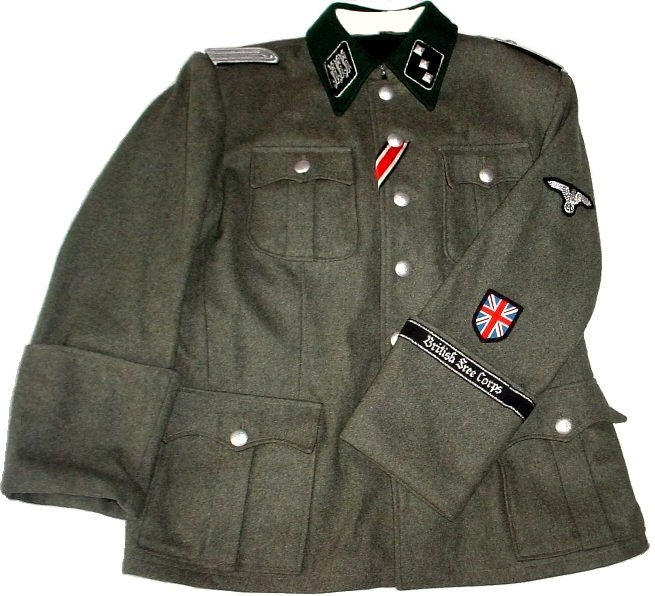
イギリス自由軍団のM36制服（レプリカ）

イギリス自由軍団（ドイツ語: Britische Freikorps, 英語: British Free Corps）は、第二次世界大戦中に編成された武装親衛隊（武装SS）の部隊の1つ。イギリス人捕虜によって編成され、主に宣伝戦の材料として利用された。ナチス・ドイツへの協力を申し出て部隊に所属した英軍人は延べ59名で、部隊規模は最大時でも27名であった。これはドイツ国防軍における小隊（Zug, 40名程度）よりも小規模であった。

## 当初の計画

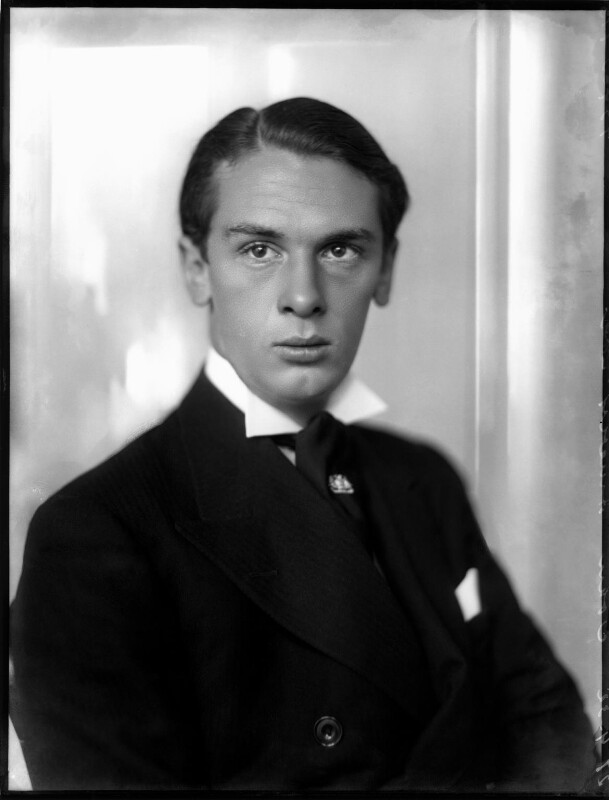
軍団創設に関わったジョン・アメリー（1932年）

イギリス自由軍団というアイデアを考案したのは、かねてより熱狂的反共主義者としてその名を知られていた英国人のジョン・アメリーである。彼はインド担当大臣を務めたこともある保守党出身の政治家、レオ・アメリーの息子だった。1936年には故郷を去り、スペイン内戦にフランコ軍イタリア人義勇兵部隊の情報将校として参加した。スペインではフランス出身のファシスト指導者、ジャック・ドリオとも知り合っている。内戦終結後、彼らは共にオーストリア、チェコスロバキア、ドイツ、イタリアなどに移り住んだ後、ヴィシー・フランスに定住した。アメリー自身はフランスの対独協力体制は小規模過ぎるファシストグループの為に失敗していると考えており、まもなく出国を試みたが政府によって阻止される。しかし1942年になると、ドイツ系イギリス人委員会（Deutsch-Englischen Komitee）での講演を請われてベルリンに向かう事になった。この道中、アメリーはドイツ側担当者に対して反共英国人義勇兵の結成を持ちかけたのである。アメリーの提案を聞き感銘を受けたアドルフ・ヒトラー総統は、賓客としてアメリーをドイツに迎えた。ドイツに到着したアメリーは早速ラジオの宣伝放送に出演し、自らドイツの政治体制を支持する旨を宣言した。
ところがドイツ軍における英国人部隊結成というアイデアは中々実行に移されなかった。1943年1月、アメリーは反共フランス人部隊を起源とするシャルルマーニュ師団のフランス人義勇兵2名と出会い、「東部戦線ではほとんどドイツ軍のみが対ソ戦に参加している」という不満を耳にする。これを受けてアメリーは再び英国人義勇兵部隊の編成に着手した。彼は宣伝上勝利する為の目標として、150名の義勇兵獲得を定めた。当時、武装SSにおける英国人義勇兵の募集は大した成果を上げていなかったが、アメリーは自らが携わることでより多くの英国人が国家社会主義に献身するものと確信していた。
1943年、アメリーはセント・ジョージ・イギリス軍団（Britische Legion des Heiligen George）なる名称で部隊の編成に着手した。しかし同部隊は自由志願制を採っており、結果として集まった志願兵は4名のみだった。うち1名は英本土へスパイとして派遣され、1944年3月に逮捕・処刑された。いずれにせよアメリーのセント・ジョージ軍団計画は失敗と見なされ、1943年10月に中止された。英国人義勇兵に関する計画は武装SSが引き継いだ。

## さらなる募集措置
アメリーの失敗後、ドイツ軍部では一層と英国人義勇兵計画に力を入れ、英軍戦争捕虜からの募集を開始した。当時、ドイツ軍捕虜収容所における捕虜の生活は非常に厳しいものであったが、ドイツ軍部ではこれを利用して潜在的な志願者の調査を試みた。この為に作られた特別収容所が、第3D捕虜収容所近くに設置された休暇収容所（Urlaubslager）と呼ばれた施設である。休暇収容所に勤務する看守は全員が英語話者であり、所長を始めとする幹部らはいずれも情報将校であった。看守および幹部は捕虜らの会話から国家社会主義への傾倒や英国への反発といった兆候を探り、潜在的志願者リストを作成していった。この計画の中で、ジョン・ブラウン元英陸軍軍曹が最初の志願者となった。
ブラウンは戦前に英国ファシスト連盟に所属しており、一方では熱心なキリスト教徒としても知られた。彼は1940年のダンケルク撤退戦の際に囚えられた捕虜の1人である。収容所では作業所の職長を務め、ドイツ当局からは模範的捕虜として一定の信頼を置かれていた。また1943年には休暇収容所における捕虜長（Lagerleiter）に任命されている。
しかしその裏では捕虜の生活を向上させるべく収容所内で闇市的システムを作り上げ、看守らとの闇取引を行なったり、MI6に対して爆撃目標の情報を示す暗号文を送るなどしており、決してナチス・ドイツに心から恭順してはいなかった。

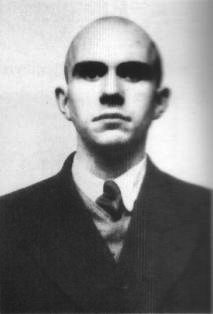
トーマス・クーパー（戦後撮影されたマグショット）

ドイツ軍部は徴募活動を成功させるべくさらに信頼性の高い英国人を探した。そうして見つかったトーマス・クーパーも元英国ファシスト連盟メンバーで、1939年の第二次世界大戦勃発以降もドイツ国内に暮らしており、1943年から英国人義勇兵募集計画に参加した。彼はかつてLSSAH連隊や髑髏師団に一兵卒として参加した経験があり、ブラウンとは違いNSDAPの掲げる国家社会主義への忠誠が証明されていた。クーパーは収容所内で小規模な親独グループを結成する事に成功するが、やはりその規模には限界があった。結局、200名いた休暇収容所収容者の中で国家社会主義への忠誠が確認され、なおかつドイツ軍人として任務に耐えうると判断され、部隊への参加が決定した志願兵はわずか3名に過ぎなかった。この時点で部隊規模は7名であった。第二次徴募は第3D捕虜収容所が空襲を受けたために延期される。1943年12月、収容所を利用する徴募計画は失敗とみなされ、第3D捕虜収容所の閉鎖が決定した。
次にドイツ軍部が選んだ徴募手段は優遇措置の強化であった。これは別の義勇部隊計画を管轄していたオスカル・ラング（Oskar Lange）により提案された。ドイツ軍部では収容所の生活環境を悪化させつつ、ごく最近収容された捕虜らを対象に脅迫や暴行などを用いて対独協力を強制し、その一方で志願者に対しては十分な食事と軍人たる生活環境が与えられた。こうした行動の結果、14名の志願兵が加わった。ところが熱狂的なNSDAP支持者だったクーパーは、非自発的志願者には国家社会主義への忠誠が見込めないとしてほとんどを収容所に送り返し、部隊の規模はわずか8名に留まっていた。
度重なる失敗にもかかわらず、SSは英国人義勇部隊への興味を失わなかった。1943年11月には新たな計画担当者としてハンス・ロプケSS大尉（Hans Roepke）が派遣された。

## 結成へ

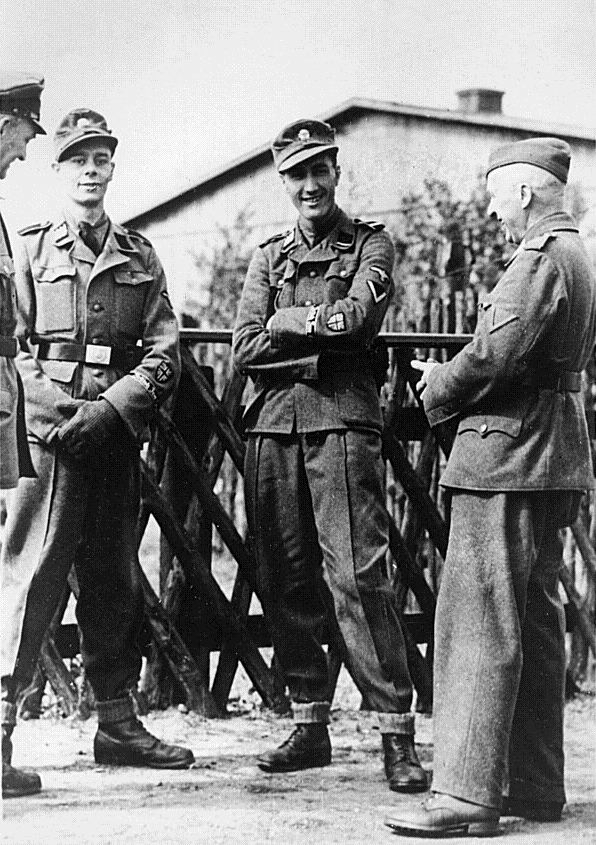
1944年4月、ドイツ軍人（両端）と会話するイギリス自由軍団の隊員。ケネス・ベリーSS二等兵（左から2人目）、アルフレッド・ミンチンSS上等兵（左から3人目）

ロプケが最初に取り掛かったのは部隊名の変更である。かつてアメリーが考案した「セント・ジョージ・イギリス軍団」の名称は宗教色が強く、ドイツ政府当局から不適切な名称と考えられていた為である。新しい部隊名には、当時SSに存在していた各国の義勇兵部隊に倣ったイギリス自由軍団（Britisches Freikorps, British Free Corps）が選ばれた。またSS隊員らが必ず入れていた血液型の入墨も、英国人義勇兵に対しては施さない事が決定された。1944年1月1日、イギリス自由軍団が公的に発足する。それから1か月後、部隊はベルリンからヒルデスハイムに移り、同地のミカエリス修道院(Michaelis-Kloster)内に駐屯した。また修道院からは労働収容所が近く、隊員のうち3名が部隊を離れ収容所内に派遣された。
4月、制服用の徽章等が制定される。左袖には「British Free Corps」と英語で刺繍された袖章と盾形のユニオンジャックのワッペンが縫い付けられ、イングランド王室紋章に倣った3頭のライオンがデザインされた襟章を着用していた。夏になるまでに、部隊の規模は23人まで拡大された。ドイツ側では規模が30名に達した段階でヴィーキング師団の一部として東部戦線に派遣しようと計画していた。この計画はまもなく隊員らに伝えられたが、東部戦線への従軍を不満に思う隊員も少なくなかった。例えば隊員の1人だったトーマス・フリーマン（Thomas Freeman）は、共に参加した14名を代表して計画への不満を表明した為に捕虜収容所へ送り返されている。
1944年8月までに、さらに4名の隊員が加わった。3名は明らかな非自発的志願者で、うち2名はドイツ人女性との不適切な性的関係の為に罰せられた者だった。最後の1名ウィリアム・シアラー元中尉だけは自発的志願者で、率先して部隊の統率を行なっていた為、ロプケからの信頼も勝ち取っていた。しかしシアラーは何らかの重大な精神病を患っており、実際の任務には不適格な隊員と見なされていた。彼はまたドイツの軍服を着用する事にも何ら抵抗を示さなかった。採用から数週間後、症状が悪化し始めたシアラーは元々入院していた精神病院へ送り返される。彼は症状があまりにも悪化した為、戦争が終わるよりも前にイギリスへ送還された。ひどく精神を病んでいたとはいえ、一応は士官として隊員をまとめていたシアラーを失った事に加え、連合軍のノルマンディ上陸成功のニュースが伝えられると部隊の士気は徐々に低下していった。
ノルマンディのニュースの後、部隊からは数名の脱走者が出ている。徴募はさらに続けられたものの、志願者はごく少数しか集まらなかった。この際、6名のマオリ人捕虜が志願している。彼らはいずれもイギリスにおいて人種的な理由から差別を受けた経験があったという。

## 活動
1944年10月以来部隊を率いていたヴァルター・クーリッチSS中尉（Walther Kuhlich）は、戦況が悪化しつつあった1945年3月8日、隊員に対して最終的選択を求めた。すなわち、収容所に戻るのか、それとも東部戦線で戦うのかを選ばせたのである。その後、部隊はノルトラント師団の一部として配置された。この頃になっても志願兵の募集と部隊の拡大は引き続き試みられていた。最後に参加した義勇兵の1人としては、元SAS隊員で詐欺の常習犯だったダグラス・バーナヴィル＝クレイ大尉が知られる。1945年4月29日、第3SS装甲軍団長のフェリックス・シュタイナー将軍はノルトラント師団を含む全部隊に西側への脱出を命じる。生き残った英国人義勇兵らはシュヴェリーンで再集結した後、アメリカ軍に投降した。

## その後
英国の諜報機関では、1943年以降行われていたブラウンからの報告もあり主なイギリス自由軍団隊員の名簿を予め作成していた。全ての隊員の逮捕および戦死確認には終戦後数週間かかったとされる。部隊の創設者であるアメリーは裁判の後に処刑され、クーパーにも死刑判決が下ったが、後に終身刑に減刑されている。他の逮捕された隊員も何らかの処罰を受け、内通者として潜入していたブラウンのみが処罰を免れた。